# 387

## Události
- Ovdovělý císař Theodosius I. si bere Gallu, sestru jeho předchůdce Valentiniána II.

## Narození
- Sv. Patrik, patron Irska.

## Hlavy států
- Papež – Siricius (384–399)
- Římská říše – Theodosius I. (východ) (379–395), Valentinianus II. (západ) (375–392)
- Perská říše – Šápúr III. (383–388)